# Pargas kyrka
Pargas kyrka är en medeltida gråstenskyrka belägen i Pargas i Finland. Pargas kyrksocken torde ha bildats i  slutet av 1200-talet och nämns första gången år 1329. Kyrkobyggnadens äldsta del är sakristian från slutet av 1200-talet, vars rester ingår i Agricolakapellet beläget vid kyrkans östra gavel. Kyrkan var från början en katolsk kyrka utan bänkar.
På kyrkogården finns ett gravkapell tillhörande Finlands första ärkebiskop, Jacob Tengström, och hans familj från år 1819.

## Kyrkbyggnaderna
Pargas kyrka har byggts i flera etapper. I anslutning till den östra gaveln ligger den rektangulära Finska kyrkan, det som numera är Agricolakapellet. Finska kyrkan byggdes på 1600-talet av det som tidigare var sakristian. Ombyggnaden innebar att sakristian förlängdes och fick tunnvalv. Den västra delen av Finska kyrkan, nuvarande Agricolakapellet, är den tidigare sakristian, kyrkans äldsta del. Sakristian tros ha använts redan till den tidigare träkyrkan som stod på platsen. 
Pargas kyrkas kyrksalar är av basilikatyp, dess mittskepp är högre än sidoskeppen. Kyrksalens tak består av sex travéer och korsvalv vilka bärs upp av åttakantiga pelare. 
Som i många andra kyrkor har kalkmålningarna på väggar och i taket tidvis varit överkalkade. Vid en restauration av kyrksalen 1927–1928 avtäcktes de kalkmålningar som målats över 1873. Målningarna är från 1486, många av dem utförda av Petrus Henriksson och hans skola. Bland målningarna återfinns ett flertal släktvapen. Ett av släktvapnen tillhör påve Innocentius III och finns på den norra väggen.
Öster om kyrkan står ett begravningskapell ritat av arkitekt Erik Bryggman uppfört mellan åren 1929–1930. Kapellet är upptaget på den internationella organisationen DOCOMOMO:s lista över betydande verk inom finsk arkitektur. 
Församlingshemmet från 1938 är ritat av arkitekt Lars Wiklund.

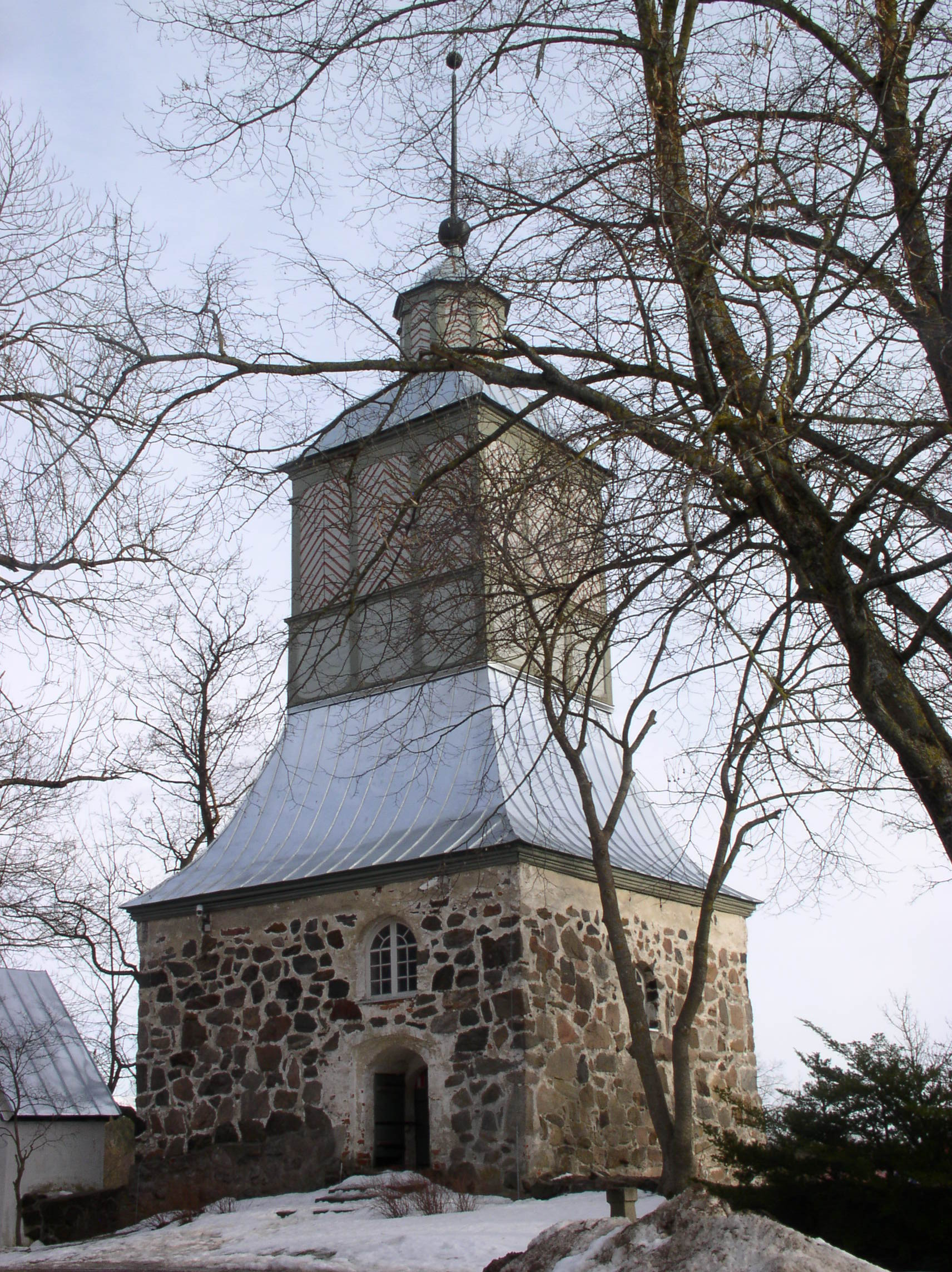
Klockstapeln

### Klockstapeln
Klockstapeln finns söder om kyrkan. Bottenvåningen härstammar från medeltiden och är byggd i sten. Överdelen är från år 1709 och är byggd i trä.

## Inventarier
- Medeltida nordtyskt krucifix och en dopfunt i kalksten.
- Ett krucifix från 1400-talet som hänger invid altaret.
- Bänkraderna härstammar från 1600-talet.
- Altartavlan är tvådelad och symboliserar Jesu dop och nattvarden.
- Altaruppsatsen är gjord av Mathias Reiman år 1666. Altarmotivet i rustik barock stil avspeglar adelns ställning i trakten under stormaktstiden.
- Den ursprungliga predikstolen finns numera i Nationalmuseets samlingar. Den nuvarande predikstolen är en kopia av Mäster Måns Larssons verk från 1600-talet och donerad av Amos Andersson.